# Drahomíra Reňáková-Králová
Drahomíra Reňáková-Králová (30. prosince 1930 Moskva – 1. února 2007 Praha) byla česká režisérka a scenáristka. Jako asistentka režie spolupracovala na filmu Vrchní, prchni a také na filmech Věry Plívové Šimkové, se kterou i šest filmů společně režírovala.

## Život
Absolvovala režii na Filmové a televizní fakultě Akademie múzických umění v Praze. Od roku 1960 působila ve výrobní skupině dětského filmu ve Filmovém studiu Barrandov.
Začínala jako spolupracovnice Václava Vorlíčka a Milan Vošmika. Největší úspěch zaznamenala její režijní spolupráce s Věrou Plívovou–Šimkovou. S ní natočila například filmy Mrkáček Čiko, Tony, tobě přeskočilo nebo Artuš, Merlin a Prchlíci. Ve filmech Páni kluci, Přijela k nám pouť a Jak se točí Rozmarýny pracovala jako asistentka režie.
Mezi její nejslavnější režijní díla patří filmy Kam doskáče ranní ptáče, Čarodějky z předměstí a Potkal jsem ho v ZOO.
Zemřela 1. února roku 2007 v Praze.

## Filmografie

### Režie

#### Filmy
- Tony, tobě přeskočilo (1968)
- Mrkáček Čiko (1982)
- Vyhrávat potichu (1984)
- Kam doskáče ranní ptáče (1987)
- Království za kytaru (1989)
- Čarodějky z předměstí (1990)
- Potkal jsem ho v ZOO (1994)
- Artuš, Merlin a Prchlíci (1995)
- Dámě kord nesluší? (1999)
- Kruh (2001)

#### Seriály
- Medvědi nic nevědí (1994)

### Scénář
- Okno místo dveří (1963)
- Království za kytaru (1989)

## Ocenění

#### Zlín Film Festival
- 2001 – Kruh (2001) (Hlavní cena ekumenické poroty)
- 1995 – Artuš, Merlin a Prchlíci (1995) (Cena města Zlína)
- 1991 – Čarodějky z předměstí (1990) (Cena Úřadu města Zlína)
- 1987 – Kam doskáče ranní ptáče (1987) (Stříbrná píšťalka)
- 1969 – Tony, tobě přeskočilo (1968) (Zlatý střevíček)
- 1969 – Tony, tobě přeskočilo (1968) (Cena CIDALC)
- 1969 – Tony, tobě přeskočilo (1968) (Cena Vlněný obrázek)